# Kapcsolatháló-elemzés
A kapcsolatháló-elemzés (network analysis) kicsit több, mint módszertan, kicsit kevesebb, mint paradigma. Mind az elmélet, mind pedig a matematikai-statisztikai módszertan gyors fejlődést futott be a nyolcvanas-kilencvenes években, tudományos divattá vált. A hálózatelemzők ma világszerte több tanszéket, folyóiratot és nemzetközi társaságot alapítottak, eredményeiket széleskörűen használják a gazdasági élet és a társadalomtudományok több területén. Gazdasági és/vagy társadalmi kapcsolatháló elemzéssel Magyarországon is többen foglalkoznak. A kapcsolatháló elemzők nemzetközi társasága (INSNA) konferencia 2001-ben Budapesten került megrendezésre.
A társadalmi kapcsolatháló elemzés iránti megnövekedett érdeklődés oka elsősorban az, hogy az eredmények a gyakorlatban nagyon jól használhatóak. Az elemzés segítségével olyan, korábban csak az informalitás és a pletyka szintjén észlelt, de minden résztvevő szerint rendkívül fontos információk válnak mérhetővé, mint például egy közéleti személyiség befolyása, egy település vagy egy magánszemély társadalmi presztízse, egy cég holdudvara stb.
A fejlett országokban az üzleti tanácsadás új területévé nőtte ki magát a kapcsolati tanácsadás, amely az üzleti és személyes kapcsolatok kialakításában segít. A kapcsolatháló elemzés, mint módszertan, az érvrendszerek és véleménykülönbségek feltárására is használható. Ma Magyarországon a gazdasági élet minden területén, így a regionális fejlesztésben is egyre több szó esik a helyi vagy a regionális gazdasági kapcsolatok kiépítéséről, fejlesztéséről. Abban, úgy tűnik, teljes az egyetértés a vidékfejlesztők és a gazdaságpolitikusok között, hogy a regionális és kistérségi szintű gazdaságszervezés egyfajta hálózatépítés lesz."
A társadalmi kapcsolatháló elemzés, a hálózati elvű megközelítés a szociológia egyik legfiatalabb irányzata. A hálózatnak nevezett rendszerek csúcsokból (az egyes elemek) és élekből (a köztük levő interakciók) állnak – ezek a gráfok (a hálózatok matematikai leírása). A kapcsolatháló-elemzés az egyének viselkedését mikro-, az egyének közötti kapcsolatokat és a köztük lévő interakciókat makroszinten vizsgáló tudományterület. (Stokman 2004). A leggyakrabban vizsgált társas kapcsolatok a kommunikáció, tanácsadás, befolyásolás, barátság, bizalmi kapcsolatok.
A kapcsolatháló-elemzés a szociometriából indult az 1930-as években, Jacob L. Moreno román származású osztrák kutató munkássága nyomán. Később több diszciplína kutatói is „magukévá tették” (pl. antropológia, biológia, fizika) a szociometria által megalkotott eszköztárat.

## Szociometria
- Kizárólag rokonszenvi-ellenszenvi választások (Moreno, 1934)
- Funkciók beemelése az elemzésbe (Mérei, 1971)

## Kapcsolatháló-elemzés
- Bonyolultabb, időben változó, nagyobb közösségek (Szvetelszky, 2006)
- Elemzési egység: szervezet, társadalmi rendszer (Szántó, 2004)
- Különböző tartalmi reláció: politikai, gazdasági, kulturális stb. (Kürtösi, 2004)
- Hálózatok illeszkedésének vizsgálata
- Iskolai Agresszió (pszichológia) vizsgálata (Csaba és Pál, 2013)[2]

A kapcsolatháló-elemzés felhasználási területei (példák): vállalatok összefonódása, innováció terjedés, politikai döntéshozatal, betegségek terjedése, csoportmunkák hatékonysága

## Elmélettörténeti előzmények - Szociometria
Az alábbi meghatározás Az utálat és az iskolai agresszió empirikus hálózatelemzése című dolgozatból idéz. (Csaba Zoltán, 2010)
"A társadalmi kapcsolatháló elemzés elmélettörténeti előzményének tekinthető az először a pszichológia által használt szociometria, mely a szociálpszichológiában ismert elemzési mód (Szántó, 2004), a társas kapcsolatok kutatásának, feltérképezésének tudományága. A szociometria célja elsősorban a kiscsoportokban létrejövő személyközi kapcsolatok feltárása és kvantitatív formában történő leírása. (Mérei Ferenc 1971, 1996). A szociometriai vizsgálatok elsősorban a mikroszociológiai jelenségek vizsgálatára koncentrálnak. A mikroszociológia  tehát egy olyan mikrovilág, ahol   különböző viselkedési és normarendszerek jönnek létre, melyeket az egyének az adott csoportba beépülve adaptálnak (Mérei Ferenc, 1971, 1996). Ezekben a kis csoportokban könnyedén feltárhatóak az egyének viszonyai és a különböző társas hatások. Az első szociometriai vizsgálatok Moreno (1978, 1934) nevéhez köthetőek, aki kizárólag rokonszenv-ellenszenv alapú választásokat vett figyelembe. Moreno azt találta, hogy a csoporthatás főként a szerep és szerepvállalás szintjén valósul meg. (Mérei Ferenc, 1971, 1996)"

## Társadalmi kapcsolatháló elemzés
Az áttekintés Az utálat és az iskolai agresszió empirikus hálózatelemzése című dolgozatból idéz. (Csaba Zoltán - Pál Judit, 2010)
"A kapcsolatháló elemzés a szociometriából indult, de annál bonyolultabb, időben is változó, nagyobb közösségek vizsgálatára alkalmas módszertan (Szvetelszky Zsuzsa, 2006). A kapcsolatháló elemzés azonban különbözik a szociometriától (Szántó Zoltán, 2004). A különbség legfőképpen az elemzési egységek és a relációk általánossági fokában ragadható meg. A szociometria a mikroközösségekhez tartozó egyéneket és a rokonszenv – ellenszenv kapcsolatokat helyezi előtérbe. A szociometria által vizsgált közösségek minden esetben egyértelmű és világos határokkal rendelkeznek. A kapcsolatháló elemzés ezzel szemben tágítja az elemzési lehetőségek határait: az egyénektől a társadalmi szervezeteken keresztül egészen a társadalmi rendszerekig terjedhetnek. Ezen kívül a kapcsolatháló elemzők további különböző tartalmi relációkat (így adásviteli, politikai szerveződéseket, rokoni-, gazdasági-, szövetségi-, kölcsönzési- kapcsolatokat is vizsgálhatnak). (Szántó, 2004; Kürtösi, 2004)
A kapcsolatháló elemzés során az adatokat mátrixokba kódoljuk, és szociográfokat és  szociomátrixokat hozunk létre. A kapcsolatháló elemzés során a főbb mérőszámok, melyekkel az elemzők dolgoznak az úgynevezett sűrűség mutató (a megvalósuló kapcsolatok aránya az összes lehetséges kapcsolathoz viszonyítva), a centralitás mutatók, melyek a kapcsolatok különböző szempontú birtoklása alapján presztízs, és az adott közösségben elfoglalt státuszt mutatják A kapcsolatháló elemzési számítógépes programok alkalmasak egy nagyobb csoport klikkjeinek és alcsoportjainak felrajzolására és megjelenítésére is. (Kürtösi, 2004)
Szántó Zoltán és Tóth István György a társadalmi kapcsolatháló elemzés lehetséges alkalmazási területének írja le a társadalmi struktúra kutatását, ahol a struktúra felfogását a kutatók a társadalmi entitások közötti, meghatározott tartalmú relációként fogják fel. A társadalmi struktúra kapcsolatháló elemzéssel történő kutatásának célja a társadalmi kapcsolathálók leíró és tudományos jellegű magyarázata. A leíró típusú hálózatelemzés a különböző típusú strukturális ismérveket figyelembe véve vizsgálja egy adott csoport vagy társadalom szerkezetét. Ebben a felfogásban a kutatók a társadalmi struktúrát a társadalmi pozíciók olyan többdimenziós tereként értelmezik, amely azon túl, hogy elhelyezkednek benne, a társadalmi kapcsolatok hálózati-társadalom alakulására is hatással vannak. Ennek a térnek a tengelyeit a társadalmi rétegződés dimenziói alkotják, amelyek lehetnek graduálisak és nominálisak. Nominális például a nem, graduális pedig a státuszpozíciók. Ezen paraméterek alapján alakul ki az egyenlőtlenség és a heterogenitás. Mindezek alapján az a következtetés vonható le, hogy adott strukturális jegyek hatást gyakorolnak társadalmi rétegek és csoportok tagjai közötti interakcióra. (Szántó- Tóth, 2006)
Tardos Róbert szerint a kapcsolathálózati megközelítés, a network-megközelítés például kevésbé hangsúlyozza az egyéni cselekvés szerepét a struktúrák létrehozásában. Szerinte nem az egyéni intenciókból, hanem a struktúrák belső feszültségeiből jön létre a cselekvés mozgástere. A struktúra e szemléletmód számára nem egy közvetlenül megmutatkozó adottság, hanem sokkal inkább a kapcsolatok hálójából bonyolultan kibontható szerveződés. (Tardos Róbert, 1991)
A hálózati megközelítés további előnye, hogy az adott hálózati struktúrákat, közösségeken belül kialakuló attribútumokat dinamikus módon, a változásokon keresztül is képes vizsgálni: a kapcsolatok és a környezet folytonosan változó mozgása mentén. (Doreian-Stokman, 1997)
A hálózat elemzéssel komplex módon tudjuk leírni vizsgált közösségi hálózatok működését, de nem hagyható figyelmen kívül, hogy egy adott sokaság szerkezetére és az azt létrehozó dimenziókra vonatkozó reprezentativitással még kevéssé tud élni." (Csaba Zoltán, 2010)

## Kutatóközpontok
- BondWeaver
- CX-Ray
- Gordio Csoport - www.gordio.eu
- MTA „Lendület” RECENS Kutatócsoport (angolul: Research Center for Educational and Network Studies, RECENS)
- Budapesti Corvinus Egyetem, Szociológia és Társadalompolitika Intézet
- Central European University, Center for Network Science
- Link-group
- Maven7
- Multi-Level Social Networks Project (Université Paris Dauphine - IRISSO)
- Nuffield Network of Network Researchers (University of Oxford)

## Hazai kutatói fórumok
A magyar hálózatelemzők interdiszciplináris éves rendezvénye, a Magyar Szociológiai Társaság által életre hívott HUNNET konferencia, ami 2011-ben nyolcadik alkalommal került megrendezésre.

## Alapfogalmak a hálózat elemzésben
Sűrűség: Egy háló sűrűsége a lehetséges és a létező kapcsolatok arányát jelenti. Egy n elemű hálóban a lehetséges kapcsolatok száma n*(n-1). Ha minden lehetséges kapcsolat valóban létezik, azaz mindenki kapcsolatban áll mindenkivel, akkor a sűrűség értéke 1. A „0” sűrűség érték azt jelenti, hogy senki sem áll kapcsolatban senkivel. A sűrűség értéke mindig 0 és 1 közötti szám, melynek magasabb értékei nagyobb hálózati sűrűséget jeleznek.
Központiság: A központiság legkézenfekvőbb mérőszáma az egyes pontok kapcsolatainak (fokainak) számát viszonyítja az összes kapcsolathoz. Ezt fokszám-központiságnak (degree centrality) nevezzük. A mérőszámot a szociológus Linton Freeman (1979) finomította tovább, a gyakorlatban általában Freeman fokszám központiságot (Freeman’ s degree centrality) használunk.
A közöttiség (betweenness): központiság egészen eltérő megfontoláson alapul: feltételezi, hogy egy szereplő azért sikeres egy hálóban, mert közvetítő szerepben van két csoport között.
Sajátvektor (eigenvector): más néven Bonachich centralitás vagy Bonachich hatalmi mutató nevezzük. Mint erre a sajátvektor elnevezés is utal, az algoritmus alapja a faktorelemzés. Az eljárás a közelséghez hasonló megfontoláson alapszik, de inkább tekintettel van az egész hálóra, és kevéssé a helyi környezetre. Ezek az előnyök persze csak nagy hálók esetében érvényesülnek, kis hálóknál a sajátvektor és a közelség központiság értékek között minimális a különbség.
Strukturális ekvivalencia: A strukturális ekvivalencia számítás a közel azonos kapcsolati helyzetben lévő aktorok azonosítására, és ezáltal a hálózat komplexitásának redukálására használható. Két aktor strukturálisan ekvivalens, ha azonos kötéseik vannak a többi hálózati szereplővel. (Kürtösi, 2002)
Blokkmodellek: A blokkmodell elemzés alapvetően a hálózati aktorok diszkrét csoportokra bontásáról, azaz pozíciókhoz rendeléséről, valamint ezen pozíciók közt fennálló kapcsolatok meghatározásáról szól többfajta tartalommal bíró kötések fennállása esetén. A blokkmodell tehát egy modell vagy hipotézis egy multirelacionális hálózatról. Míg az eredeti hálózati adatok egy  szociomátrixban ábrázolhatók, a blokkmodell ezt egy  mátrixra redukálja, ahol B a pozíciók száma. Míg a strukturális ekvivalencia elemzés elsősorban az aktorok strukturálisan ekvivalens pozíciókba rendezéséről szól, a blokkmodell analízis nagy hangsúlyt fektet a pozíciók közti és a pozíciókon belüli kapcsolatok elemzésére. A blokkmodellezésnél az első feladat az aktorok pozíciókhoz rendezése, a második pedig a pozíciók közti és a pozíciókon belüli kapcsolatok feltárása. (Kürtösi, 2002)
- Hat lépés távolság
- Szociometria
- Negatív hálózatok

## Elemző programok
- Pajek
- R
- Ucinet

## Hálózatok ábrázolása
- Gephi (angolul, download)
- Online szociogram-készítés (magyarul)
- Pajek
- Netdraw (Ucinet része)

## Magyar hálózatkutatók
- Angelusz Róbert
- Barabási Albert László
- Csermely Péter
- Letenyei László[halott link]
- Mérei Ferenc
- Sági György
- Szántó Zoltán
- Szvetelszky Zsuzsa
- Takács Károly
- Tardos Róbert
- Vedres Balázs Archiválva 2012. január 28-i dátummal a Wayback Machine-ben